# La bohème (film 1988)
La bohème è un film del 1988 diretto da Luigi Comencini.
Il soggetto è basato sull'omonima opera lirica di Giacomo Puccini (1896).
Nel film i fatti sono postdatati ai primi anni del XX secolo rispetto al 1830 del libretto. Dal punto di vista dell'equilibrio scenico-musicale la bilancia pende decisamente dal lato scenico, la musica è eseguita a velocità sostenuta per poter rispettare i tempi cinematografici e varie licenze d'uso sono state adottate. Non tutti i cantanti recitano anche sul set sia per motivi contingenti (Carreras era malato durante le riprese) che di carattere puramente tecnico.

## L'elaborazione cinematografica
Il cambio di ambientazione del fatto ad una ottantina di anni dopo, assieme a varie esigenze di carattere cinematografico, ha comportato che alcuni particolari siano stati alterati.
- sta Luigi Filippo ai nostri piè diventa stanno i soldi d'argento ai nostri piè (Quadro Primo).
- vedrò Guizot diventa vedrò, non so (Quadro Ultimo).
- Marcello inizialmente disegna in terra con il gesso ed ha poi in mano, improvvisamente, un pennello con cui sta lavorando ad una Madonna sul marciapiede in evidente tratto di gesso(Quadro Ultimo).
- ho trenta soldi in tutto completamente mancante (Quadro Secondo).
- due posti (Rodolfo) diventa cinque posti (Shaunard) (Quadro Secondo).
- Quando Mimì canta coi miei capelli bruni ben si fonde la melodia è accompagnata da un commento eseguito da violoncelli, mentre la partitura originale incarica di ciò viole, clarinetti e fagotti e le note di introduzione di "quando men vo'", il valzer di Musetta, sono eseguite da un pizzicato di violino anziché dall'arpa.
- Mimì ha un malore e Rodolfo la sventola anziché gettarle gocce d'acqua sul viso come anche suggerito, se non dalla partitura, dalle note acute e pizzicate dei violini. (Quadro Primo)
- Mimì non si avvicina alla finestra per farsi illuminare dal chiarore lunare ma resta come incastonata in un altarino di luci quasi a mo' di manichino in vetrina. (Quadro Primo)
- Si tratta di un'opera squisitamente italiana, se non altro per l'ambientazione, ma nel film larga parte dal cast è di lingua straniera ed è da notare l'imitazione di Cowan di un italiano che imita un accento anglosassone poche battute dopo or vi dirò.

Sempre rispetto alla stesura del libretto, il secondo quadro si svolge del tutto al coperto, e questo non solo in questa rappresentazione, ma è stata mantenuta la strofa di protesta di Alcindoro Come?! Qui fuori?! Qui?!. Nell'ultimo quadro invece vi è ambiguità sul fatto che Mimì trascorra gli ultimi istanti nella sua camera o nella soffitta. Viene ad ogni modo alterata la frase di Mimì per cui chiederà a Rodolfo di stare con lei in luogo del mi vuoi qui con te.

## Trama

### Quadro primo
Quattro giovani amici vivono in una soffitta: loro sostentamento è la loro arte e la spensieratezza giovanile. Il primo quadro si svolge il giorno della vigilia di Natale in cui primo a parlare è il pittore Marcello che accusa il dipinto  cui sta lavorando (il passaggio del Mar Rosso reso di aspetto futuristico) del suo assideramento; il suo discorso è seguito da quello del poeta Rodolfo che osserva con ironia come il loro caminetto se ne stia a poltrire a dispetto degli altri mille comignoli che stagliano contro i cieli bigi di Parigi. I due si lamentano del freddo e quel freddo stesso rammenta a Marcello di quella ghiacciaia che è il cuore di Musetta, che lo ha da poco lasciato. I due citano un loro motto che paragona uomo e donna a fascina ed alare nel caminetto, rispettivamente. A costo di procurarsi un minimo di tepore Rodolfo decide di bruciare un suo manoscritto: le prime fiammate iniziano ad agitarsi ed in quel mentre giunge il filosofo Colline furibondo perché il monte dei pegni è chiuso essendo il giorno della vigilia. I tre commentano ed ironizzano su quel po' di fuoco che sono riusciti a produrre: il tepore dura ben poco e sugli ultimi deboli guizzi di fiamma incolpano l'autore della qualità dello scritto. In quel mentre fanno ingresso dalla porta dei garzoni che recano beni tanto inaspettati quanto ben apprezzati: legna, sigari e vino bordeaux. Sono ancora tutti increduli quando il musicista Shaunard giunge e getta una manciata di monete, definite pezzi di latta da Marcello. Shaunard è ansioso di raccontare come ha procurato quel denaro ma gli altri non gli badano perché troppo indaffarati ad accendere il camino e ad apparecchiare la tavola. Shaunard racconta che un ricco inglese lo ha incaricato di uccidere un pappagallo del primo piano suonando ad oltranza, egli però non vi è riuscito; dopo tre giorni, conquistando la fiducia di una domestica, guadagna l'accesso alla casa dove avvelena il pappagallo. Si infuria poi perché si accorge che nessuno lo segue ed impone di metter da parte le cibarie per il futuro, ma lascia che si beva vino a piacere. Mentre i quattro si deliziano del buon nettare giunge una sgradita visita: è il padrone di casa Benoit che viene per riscuotere l'affitto. La reazione dei quattro è concitata, ma viene subito placata dalla possibilità di escogitare un piano per sbarazzarsi dell'incomoda presenza. Benoit viene accolto con cordialità, e quando Marcello gli mostra del denaro si sente rassicurato sul pagamento; nonostante il dissenso di Shaunard e di Rodolfo, egli viene gentilmente invitato da Marcello a condividere un bicchiere, fino a che pian piano confessa certe sue scappatelle. I quattro esprimono elogi goliardici per le sue conquiste e lo fanno bere ancora finché il vecchio rivela di essere sposato. A quel punto i bighelloni si fingono sdegnati per l'immoralità della sua condotta, e cacciano in malo modo Benoit che si allontana trafelato ed imbarazzato. I quattro, soddisfatti per l'opera, si apprestano ad uscire per passare il resto della giornata ini stravizi nel Quartiere Latino presso il caffè Momus.
Rodolfo non li segue perché vuole intrattenersi qualche minuto per terminare un lavoro, e resta solo. Quando compare Mimì con il lume spento, Rodolfo gentilmente l'aiuta a riaccenderlo ma lei ha una esitazione, perché dice di aver perso la chiave della stanza; pochi istanti dopo si spengono entrambi i lumi, ed i due si ritrovano al buio a cercare la chiave finché le loro mani si incontrano e Rodolfo canta "che gelida manina"; i due si conoscono di più e parlano di loro, sentendosi sempre più attratti. Gli altri, intanto, spazientiti per il protrarsi del ritardo, chiamano Rodolfo alla finestra: lui risponde affacciandosi e dicendo che li raggiungerà al caffè. Il giovane si gira e vede Mimì come avvolta da un alone luminoso: quasi una dea che lo fa innamorare. Anche Mimì si sta innamorando, e accetta di seguirlo dai suoi amici.

### Quadro secondo
Al Quartiere Latino c'è vita frenetica: vi sono da una parte Mimì e Rodolfo che vivono il loro sogno d'amore, dall'altra i tre amici artisti che si dirigono verso il caffè Momus. Shaunard acquista un corno dal falso re e stonato, ed una pipa; Colline una vecchia zimarra. Marcello pungola le ragazze di passaggio. Rodolfo regala a Mimì una cuffietta rosa di cui lei andrà fiera. Tutti si incontrano da Momus dove Rodolfo presenta Mimì che viene accolta dai presenti con cordiali frasi in latino. Mimì parla della nobiltà del cuore di Rodolfo che gli altri commentano ironicamente; Marcello si lascia sfuggire una frase scabrosa che imbarazza Mimì: Rodolfo cerca di minimizzare, spiegandole che recentemente Marcello ha avuto una delusione. Proprio mentre si cerca di riportare il buonumore con allegria e un  toast, sopraggiunge Musetta seguita dal suo attuale amante Alcindoro, un importante consigliere di Stato, usato dalla donna per far ingelosire Marcello. Mentre Marcello spiega a Mimì chi sia quella donna, Musetta si irrita perché Marcello finge di non badarle. La ragazza, civettuola, fa di tutto per farsi notare, e dopo aver scagliato con furia un piatto in terra va a cantare "quando men vo'", il celeberrimo valzer lento e sensuale con cui riesce a riguadagnarsi il cuore di Marcello. Mentre Marcello e Musetta amoreggiano giunge il cameriere con il conto, e Rodolfo, Shaunard e Colline si rendono conto di non avere più denaro. Alcindoro, che Musetta aveva allontanato con la scusa di una scarpa stretta che le provocava dolore, torna al caffè e non trova più nessuno se non i due conti da pagare.

### Quadro terzo
Siamo in febbraio. In una gelida mattinata presso la Barriera d'Enfer vediamo Mimì vagare sola: cerca Marcello che sa essersi trasferito ed aver trovato impiego con Musetta da quelle parti. Lo trova e gli racconta che la storia con Rodolfo non va bene: lui non la vuole più, è geloso. Egli infatti, appena destato, è uscito a sua volta ed è andato da Marcello. Quando Rodolfo giunge, Mimì si nasconde per seguire il dialogo tra i due amici. Inizialmente Rodolfo racconta a Marcello che Mimì lo tradisce, ma Marcello non gli crede e lui confessa la verità. Mimì – rivela – è molto malata e lui si sente responsabile di non poterle garantire una vita migliore e le cure di cui avrebbe bisogno. Rodolfo aggiunge che per Mimì la morte è vicina, giacché è condannata. Mimì tradisce la sua presenza con singhiozzi e colpi di tosse: Rodolfo la raggiunge e i due si spiegano, decidendo che si lasceranno solo in primavera. Intanto Marcello litiga ancora una volta furiosamente con Musetta, che ha sorpreso a fare la civetta con un signore.

### Quadro quarto
Di nuovo soli e tornati a vivere insieme Marcello e Rodolfo rimpiangono gli amori persi, si trovano all'aperto, uno a dipingere su un marciapiede l'altro vicino a scrivere fingono indifferenza ai reciproci pettegolezzi sulle ex che si scambiano. Più tardi si ritrovano nella loro vecchia soffitta ed arrivano Shaunard e Colline che sono riusciti a procurarsi del pane ed un'aringa. I quattro si fingono dei nobili ad un pranzo luculliano, Shaunard rifiuta il quarto d'aringa, che gli viene offerto come una lingua di pappagallo, perché lo ingrasserebbe. Colline termina anzitempo il pranzo e si va ad adagiare sul suo giaciglio sotto la finestra svelando che ha un appuntamento con il Re. Shaunard ha voglia di giocare ed invita tutti a danzare seguendo musica vocale. Il ballo degenera in una lite che sfocia in un divertentissimo duello a colpi d'alare tra Shaunard e Colline, al duello si associano Rodolfo e Marcello che prendono in groppa i due e sul culmine del gioco irrompe Musetta che agitata chiede aiuto, Mimì è con lei, è svenuta per le scale e cerca Rodolfo. Tutti si precipitano ansiosi nella stanza e Musetta racconta di come ha trovato Mimì in fin di vita che voleva raggiungere il suo amato. Rodolfo promette di restare vicino a Mimì mentre Marcello e Musetta vanno ad impegnare  tutto ciò che hanno per procurare un minimo di conforto alla morente Mimì. Nel film è soppressa la voce allarmata di Shaunard che si rende conto della gravità della situazione (tra mezz'ora è morta!) Colline prende la sua zimarra e canta vecchia zimarra dirigendosi mesto al monte di pietà. Restati soli Rodolfo e Mimì rammentano i dolci attimi del passato e Mimì rettifica una frase di Rodolfo (bella come un tramonto) tornano Musetta e Marcello con il cordiale ed un manicotto, hanno avvisato un dottore e Musetta prega perché Mimì abbia salva la vita, ma mentre prega Shaunard si accorge che Mimì è spirata ed avvisa Marcello, in quel momento torna anche Colline che affida il denaro a Musetta ma si accorge del contegno degli altri, chiede come vadano le cose ma anch'egli si accorge che qualcosa è accaduto, Rodolfo è l'ultimo a rendersi conto e corre verso Mimì, ormai deceduta, mentre Marcello con voce strozzata gli fa coraggio, gli altri entrano lentamente nella stanza e la scena si allontana sulla rosa che doveva essere il fiore del mese in cui i due avrebbero deciso di lasciarsi.